# Antonio Gamoneda
Antonio Gamoneda, född 30 maj 1931 i Oviedo, är en spansk poet. År 2006 belönades han med Cervantespriset, det förnämsta litterära priset för spanskspråkiga författare.
Gamoneda debuterade år 1960 med Sublevación inmóvil (Orörlig revolt) och har senare kommit att räknas till Spaniens främsta poeter. Han är översatt till bland annat franska, engelska, portugisiska och svenska. Till hans mest betydande verk hör Descripción de la mentira (Beskrivning av lögnen, utgiven på svenska 2009) från 1977, Libro del frio (Köldens bok) från 1992 och Arden las pérdidas (Förlusterna glöder, utgiven på svenska 2007) från 2003.
Gamoneda har även skrivit essäer och givit ut böcker i samarbete med flera bildkonstnärer, bland andra Antoni Tàpies.

## Böcker på svenska
- Förlusterna glöder, översättning av Ulf Eriksson och Magnus William-Olsson, 2007
- Beskrivning av lögnen, översättning av Ulf Eriksson, 2009
- Köldens bok, Översättning av Magnus William-Olsson, 2024